# لوید روبی
لوید روبی (انگلیسی: Lloyd Ruby؛ زادهٔ ۱۲ ژانویهٔ ۱۹۲۸ در ویچیتا فالز، تگزاس، درگذشتهٔ ۲۳ مارس ۲۰۰۹ در ویچیتا فالز، تگزاس) رانندهٔ مسابقات اتومبیل‌رانی اهل ایالات متحده آمریکا بود که از فصل ۱۹۶۰ تا ۱۹۶۱ در مجموع در دو گراند پری از مسابقات جهانی فرمول یک شرکت کرد، اما موفق به کسب هیچ امتیازی نشد.
روبی در ۲۳ مارس ۲۰۰۹ در ویچیتا فالز، تگزاس درگذشت.